# Danny Tiatto
Daniele Amadeo Tiatto, detto Danny (Werribee, 22 maggio 1973), è un ex calciatore australiano, di ruolo centrocampista.

## Biografia
Ha origini italiane.

## Carriera

### I primi anni
Tiatto comincia la sua carriera da professionista con i Bulleen nella Victorian Premier League, impressionando abbastanza da assicurarsi un posto nella National Soccer League con i Melbourne Knights. Lì dà prova della sua abilità, contribuendo a creare ai Knights la loro età d'oro. Nel 1996 viene acquistato dalla Salernitana, militante allora nella Serie B italiana, finendo presto fuori rosa.

### Manchester City
Nell'estate del 1998, Tiatto è un calciatore del Manchester City per una cifra pari a £300,000. Fa fatica a dare un'impressione positiva, anche per il suo comportamento ribelle. La stagione successiva ha più successo e registra 35 presenze e la promozione in Premier League. La stagione 2000-2001 vede il Manchester City retrocedere ancora una volta, tuttavia Tiatto vince il premio come miglior giocatore del Manchester City della stagione. Nella stagione 2001-2002 vide Tiatto protagonista della promozione del City. Al ritorno nella divisione superiore Tiatto ritorna ai margini della rosa. Nell'estate del 2004 Tiatto firma un contratto di due anni per il Leicester City, dopo la scadenza del contratto con il suo precedente club.
Durante il periodo trascorso a Maine Road, Kevin Keegan dirà di Tiatto: "Per quanto mi riguarda, Danny Tiatto non esiste".

### Leicester City
Arrivato al Leicester City nel 2004, Tiatto viene adoperato come ala sinistra, giocando pertanto sulla relativa fascia e a centrocampo. La buona stagione d'esordio gli vale il premio di miglior giocatore della rosa delle Foxes e la nomina a capitano per l'annata 2005-2006, ove tuttavia è autore di prestazioni opache e indisciplinate, che gli causano contestazioni da parte della tifoseria. Ciononostante gli viene rinnovato il contratto per un ulteriore anno, ove riesce a risollevare il livello di rendimento.

### Ritorno in Australia
Nel 2007 ritorna a giocare in patria, vestendo le maglie del Queensland Roar, Melbourne Knights ed altre squadre minori.

## Statistiche

### Cronologia presenze e reti in nazionale
| Cronologia completa delle presenze e delle reti in nazionale ― Australia | Cronologia completa delle presenze e delle reti in nazionale ― Australia | Cronologia completa delle presenze e delle reti in nazionale ― Australia | Cronologia completa delle presenze e delle reti in nazionale ― Australia | Cronologia completa delle presenze e delle reti in nazionale ― Australia | Cronologia completa delle presenze e delle reti in nazionale ― Australia | Cronologia completa delle presenze e delle reti in nazionale ― Australia | Cronologia completa delle presenze e delle reti in nazionale ― Australia |
| Data                                                                     | Città                                                                    | In casa                                                                  | Risultato                                                                | Ospiti                                                                   | Competizione                                                             | Reti                                                                     | Note                                                                     |
| ------------------------------------------------------------------------ | ------------------------------------------------------------------------ | ------------------------------------------------------------------------ | ------------------------------------------------------------------------ | ------------------------------------------------------------------------ | ------------------------------------------------------------------------ | ------------------------------------------------------------------------ | ------------------------------------------------------------------------ |
| 8-2-1995                                                                 | Milton                                                                   | Australia                                                                | 0 – 0                                                                    | Colombia                                                                 | Amichevole                                                               | -                                                                        | 78’                                                                      |
| 15-2-1995                                                                | Sydney                                                                   | Australia                                                                | 2 – 1                                                                    | Giappone                                                                 | Amichevole                                                               | -                                                                        | 69’                                                                      |
| 10-11-1995                                                               | Christchurch                                                             | Nuova Zelanda                                                            | 0 – 0                                                                    | Australia                                                                | Coppa d'Oceania 1996 - Semifinale                                        | -                                                                        | 70’                                                                      |
| 28-2-1996                                                                | Sydney                                                                   | Australia                                                                | 0 – 0                                                                    | Svezia                                                                   | Amichevole                                                               | -                                                                        | 74’                                                                      |
| 27-3-1996                                                                | Glasgow                                                                  | Scozia                                                                   | 1 – 0                                                                    | Australia                                                                | Amichevole                                                               | -                                                                        | 68’                                                                      |
| 23-4-1996                                                                | Antofagasta                                                              | Cile                                                                     | 3 – 0                                                                    | Australia                                                                | Amichevole                                                               | -                                                                        | 38’                                                                      |
| 12-3-1997                                                                | Skopje                                                                   | Macedonia                                                                | 0 – 1                                                                    | Australia                                                                | Amichevole                                                               | -                                                                        | 64’                                                                      |
| 9-2-2000                                                                 | Valparaíso                                                               | Cile                                                                     | 2 – 1                                                                    | Australia                                                                | Amichevole                                                               | -                                                                        | 67’                                                                      |
| 15-2-2000                                                                | Valparaíso                                                               | Australia                                                                | 1 – 1                                                                    | Bulgaria                                                                 | Amichevole                                                               | -                                                                        |                                                                          |
| 23-2-2000                                                                | Budapest                                                                 | Ungheria                                                                 | 0 – 3                                                                    | Australia                                                                | Amichevole                                                               | -                                                                        | 77’                                                                      |
| 9-6-2000                                                                 | Sydney                                                                   | Australia                                                                | 0 – 0                                                                    | Paraguay                                                                 | Amichevole                                                               | -                                                                        | 74’                                                                      |
| 15-6-2000                                                                | Melbourne                                                                | Australia                                                                | 2 – 1                                                                    | Paraguay                                                                 | Amichevole                                                               | -                                                                        | 66’                                                                      |
| 19-6-2000                                                                | Papeete                                                                  | Australia                                                                | 17 – 0                                                                   | Isole Cook                                                               | Coppa d'Oceania 2000 - 1º turno                                          | 1                                                                        |                                                                          |
| 25-6-2000                                                                | Papeete                                                                  | Vanuatu                                                                  | 0 – 1                                                                    | Australia                                                                | Coppa d'Oceania 2000 - Semifinale                                        | -                                                                        | 43’                                                                      |
| 28-6-2000                                                                | Papeete                                                                  | Nuova Zelanda                                                            | 0 – 2                                                                    | Australia                                                                | Coppa d'Oceania 2000 - Finale                                            | -                                                                        |                                                                          |
| 4-10-2000                                                                | Dubai                                                                    | Kuwait                                                                   | 0 – 1                                                                    | Australia                                                                | Amichevole                                                               | -                                                                        |                                                                          |
| 7-10-2000                                                                | Dubai                                                                    | Corea del Sud                                                            | 4 – 2                                                                    | Australia                                                                | Amichevole                                                               | -                                                                        | 42’                                                                      |
| 15-11-2000                                                               | Glasgow                                                                  | Scozia                                                                   | 0 – 2                                                                    | Australia                                                                | Amichevole                                                               | -                                                                        | 67’                                                                      |
| 20-6-2001                                                                | Auckland                                                                 | Nuova Zelanda                                                            | 0 – 2                                                                    | Australia                                                                | Qual. Mondiali 2002                                                      | -                                                                        | 68’ 84’                                                                  |
| 19-8-2003                                                                | Dublino                                                                  | Irlanda                                                                  | 2 – 1                                                                    | Australia                                                                | Amichevole                                                               | -                                                                        | 69’                                                                      |
| 21-5-2004                                                                | Sydney                                                                   | Australia                                                                | 1 – 3                                                                    | Turchia                                                                  | Amichevole                                                               | -                                                                        | 67’ 79’                                                                  |
| 16-11-2004                                                               | Londra                                                                   | Australia                                                                | 2 – 2                                                                    | Norvegia                                                                 | Amichevole                                                               | -                                                                        | 54’                                                                      |
| 9-2-2005                                                                 | Durban                                                                   | Sudafrica                                                                | 1 – 1                                                                    | Australia                                                                | Amichevole                                                               | -                                                                        | 57’                                                                      |
| Totale                                                                   |                                                                          | Presenze                                                                 | 23                                                                       |                                                                          | Reti                                                                     | 1                                                                        |                                                                          |

## Palmarès

### Club

#### Competizioni nazionali
- First Division: 1

Manchester City: 2001-2002